# Kin’ya Matsuura
Kin’ya Matsuura (松浦 欣也, Matsuura Kin'ya, né en 1938 à Obihiro, dans la préfecture de Hokkaidō) est un compositeur japonais.
Il étudie à l'école Asahikawa de l'Université d'éducation de Hokkaidō. Tout en travaillant en tant que professeur, il est actif à la fois comme compositeur et arrangeur. En 1996, une de ses œuvres est désignée pièce obligatoire pour le All Japan Band Contest ainsi que sur la liste des concerts de la Florida Bandmaster's Association mais également au programme de concours aux États-Unis et en Europe. 

## Œuvres
- 1996 HAN-NYA Dramatic Fantasy
- Ooyuki-no-hibiki
- Kodou
- Machibouke
- Sanka
- Kodomo-no-uta